# جان جاك ماتشادو
جان جاك ماتشادو هو فنان قتال مختلط برازيلي، ولد في 12 فبراير 1968 في ريو دي جانيرو في البرازيل.

## وصلات خارجية
- الموقع الرسمي
- جان جاك ماتشادو على موقع شيردوغ (الإنجليزية)
- جان جاك ماتشادو على موقع IMDb (الإنجليزية)